# Maks Velo
Maks Velo (nevének ejtése maks vɛlɔ; Párizs, 1935. augusztus 31. – Tirana, 2020. május 8.) albán festőművész, grafikus, építész, író, költő.
Az építészmérnöki végzettségű Velo a 20. századi albán festészet ikonikus alakja volt, az állampárt szocialista realista kánonjával szemben az 1960-as évektől friss, modernista alkotásokkal hívta fel magára a figyelmet. 1973-ban a pártvezetés megrótta „modernista tendenciáiért”, majd 1978-tól államellenes propaganda vádjával nyolc évig börtönben volt. Festészete az 1991-es rendszerváltást követően bontakozhatott ki, emellett több visszaemlékezést és novelláskötetet is kiadott.

## Életútja
Velo Párizsban született az albániai Korça vidékéről kivándorolt szülők gyermekeként. A család a gyermek születése után visszaköltözött Albániába. Korçában gyerekeskedve a városban alkotó festőművésztől, Vangjush Miótól tanulta meg a festészet alapjait, és a modern képzőművészeti áramlatok első ihlető szikráit. A család 1952-ben a fővárosba, Tiranába költözött, Velo 1958-ban szerezte meg építészmérnöki oklevelét a Tiranai Egyetemen. Az 1960-as években részt vett számos tiranai épület tervezésében, de már fiatalon elsősorban a grafika és a festészet vonzotta érdeklődését.

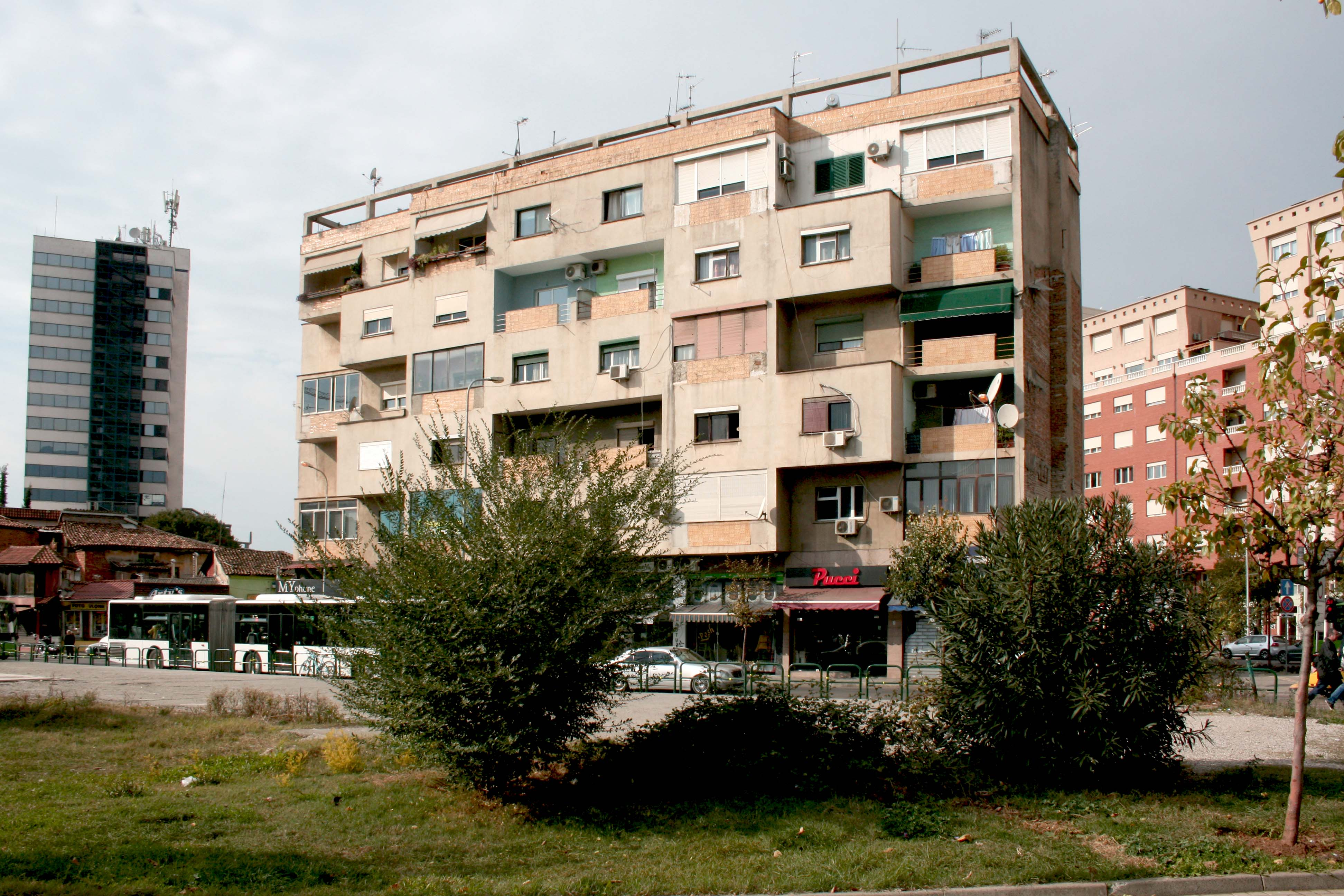
A Velo tervezte tiranai Kockapalota

Korai ikonikus épületeinek egyike a tiranai Írópalota (Pallati i Shkrimtarëve), amely a köznyelvben inkább Kockapalotaként (Pallati Me Kuba, szó szerint ’palota kockákkal’) lett ismert, a kor formalista blokkházainak stílusát megbontó, modernista architektonikájú lakóépület. Festőművészetének elsődleges ihlető forrásai Amedeo Modigliani, Georges Braque és Pablo Picasso voltak. Velo az egyik fő alakítója volt annak a modernista irányzatnak, amely színt hozott a kor sematikus képzőművészeti koncepciójába, és amely a Pranvera ’73 (’Tavasz ’73’) című kiállítással robbant be a köztudatba. Az 1973-as tárlat ugyanakkor művészi karrierjének megtorpanását is magával hozta. Az Albán Munkapárt negyedik kongresszusán Velót és művésztársait – Edison Gjergót, Ali Osekut és Edi Hilát – modernista tendenciákkal, a szocialista realizmus elárulásával vádolták meg. 1978. október 14-én államellenes agitáció és propaganda vádjával letartóztatták, és 1979-ben véget ért perében tízévi szabadságvesztésre ítélték, 246 festményét és alkotását elkobozták, egy részüket megsemmisítették. Velo a spaçi börtönbe került, rabtársaival együtt a közeli rézbányákban dolgozott 1986. január 13-ai szabadulásáig. Ezt követően sem engedték számára, hogy képzőművészettel foglalkozzon, a rendszerváltásig egy csiszolókorongokat előállító üzem fizikai munkásaként kereste a kenyerét.

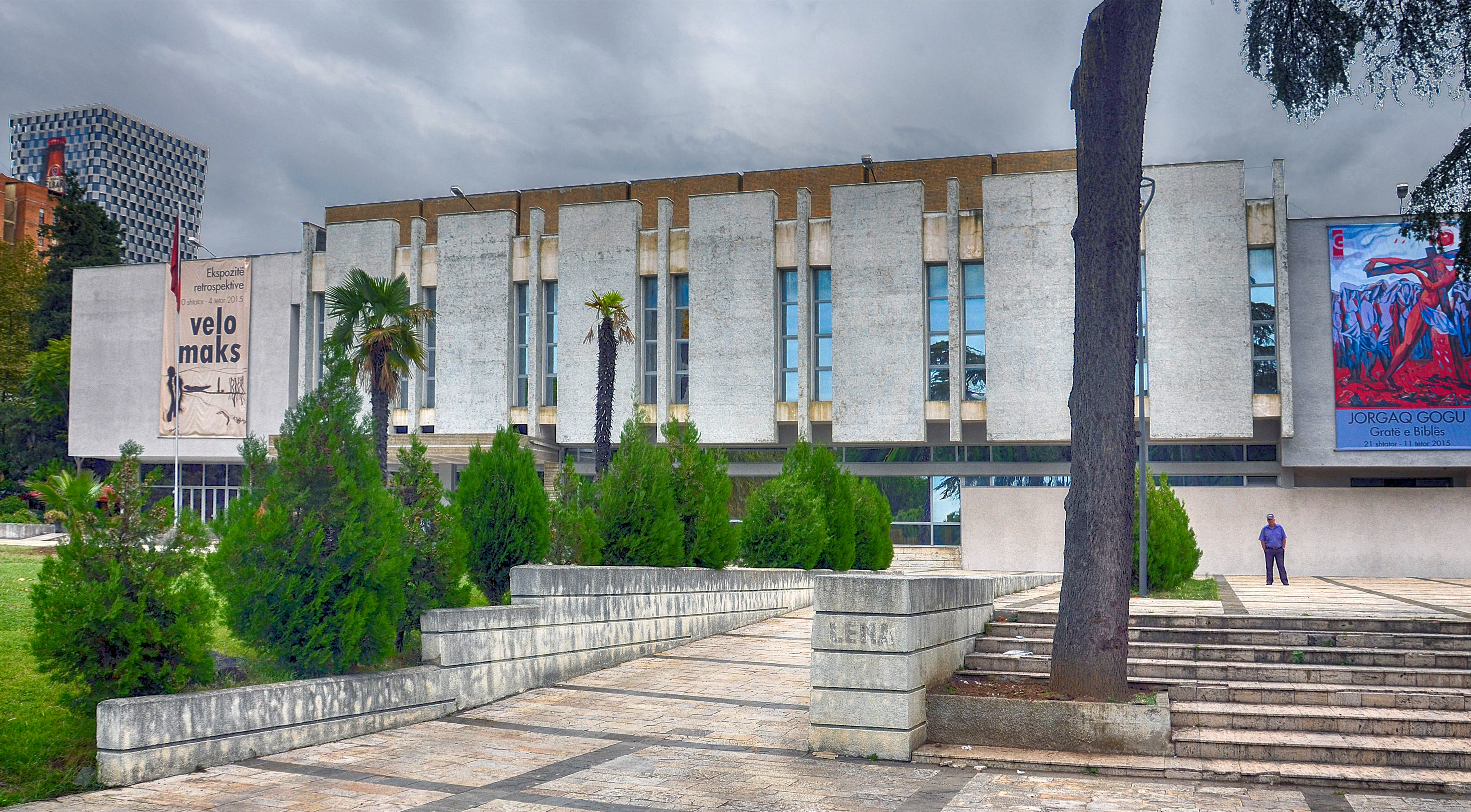
A tiranai Galéria 2015-ben, homlokzatán a Velo-életműkiállítás molinójával

1991 után képzőművészi karrierje újraindulhatott, nemzetközileg elismert festőművészként Albánián kívül önálló tárlatokon állíthatta ki műveit Franciaországban, Lengyelországban és az Amerikai Egyesült Államokban. 2015-ben a tiranai Nemzeti Művészeti Galériában életmű-kiállítást rendeztek az alkotásaiból. Képzőművészi pályafutása mellett 1991 után szépírással is foglalkozott, visszaemlékezései, a börtönévek megörökítése mellett novellákat írt, amelyek közül egy kötetre való 1998-ban franciául is megjelent Le commerce des jours címen.  Velo emellett aktív volt emberi jogi kérdésekben, és több ízben felemelte a szavát Albánia épített örökségének megőrzése érdekében, vagy éppen a tiranai Nemzeti Színház és a Hoxha-piramis lebontása ellen tiltakozva.

## Főbb művei
- Koqëqethja: Album (’Fejnyírások: Album’). Tiranë: Phoenix. 1995.   (képzőművészeti album)
- Vizatime mbi arkitekturën shqiptare: Album (’Rajzok az albán építészetről: Album’). Tiranë: Shtëpia Botuese Enciklopedike. 1995.   (képzőművészeti album)
- Palltoja e burgut: Kujtime (’Börtönkabát: Emlékek’). Tiranë: Letrat. 1995.
- Jeta ime në figura (’Életem számadatokban’). Tiranë: Marin Barleti. 1996.
- Kohë antishenjë (’Jelképellenes idők’). Tiranë: Onufri. 2000.   (visszaemlékezések)
- Zhdukja e “Pashallarëve të kuq” të Kadaresë: Anketim për një krim letrar (’Leszámolás Kadare Vörös pasáival: Egy irodalmi bűntett kinyomozása’). Tiranë: Onufri. 2002.
- Portrete 1960–1978 (’Portrék 1960–1978’). Tiranë: (kiadó nélkül). 2003.   (képzőművészeti album)
- Nënë Tereza: Vizatime (’Teréz anya: Rajzok’). Tiranë: 55. 2003.   (képzőművészeti album)
- Skulptura e realizmit socialist në Shqipëri dhe skulptura në Europë (’Az albán szocialista realista szobrászat és az európai szobrászat’). Tiranë: Onufri. 2005.
- Pastel 1960–2012 (’Pasztell 1960–2012’). Tiranë: Emal. 2012.   (képzőművészeti album)
- Betonizimi i demokracisë: 20 vjet artikuj, intervista, studime arkitekture, urbanistike, planifikim territori (’A demokrácia bebetonozása: 20 év cikkei, interjúi, építészeti, várostervezési és térszervezési tanulmányai’. Tiranë: UET Press. 2013.
- Grafika e realizmit socialist në Shqipëri (’Az albán szocialista realizmus rajzokon’). Tiranë: Emal. 2014.   (képzőművészeti album)

### Szépirodalmi művei
- Thesi i burgut: Album (’Börtönzsák’). Tiranë: Phoenix. 1996.   (novellák és versek)
- Kostumi i martesës: Tregime (’Az esküvői ruha: Elbeszélések’). Tiranë: Onufri. 2002.
- Klubi Karavasta: Novelë (’A Karavasta Klub: Novellák’). Tiranë: Korbi. 2004.
- Historia e një cope guri: Rrëfime (’Egy kődarab históriája: Történetek’). Tiranë: Sejko. 2006.
- 100 poezi (’100 vers’). Tiranë: Toena. 2007.
- Hetimi: Roman (’A nyomozás: Regény’). Tiranë: 55. 2010.
- Spaçi: Roman (’Spaç: Regény’). Tiranë: 55. 2010.
- Tapeti im i kuq : poezi (’Vörös szőnyegem: Versek’). Tiranë; Prishtinë; Tetovë: Albas. 2015.
- Përkthyesi: Tregime (’A műfordító: Elbeszélések’). Tiranë: Mapo. 2018.